# او سو-چول
او سو-چول (انگلیسی: O Su-cheol؛ ۱۹۱۷ – ۱۹۹۵) بازیکن بسکتبال اهل کره جنوبی بود. وی در بازی‌های المپیک تابستانی ۱۹۴۸ شرکت کرده‌است.